# Конфесійна євангелічна лютеранська конференція
Конфесійна Євангелічно-Лютеранська Конференція (англ. Confessional Evangelical Lutheran Conference, CELC) — міжнародне товариство конфесійних лютеранських церков засноване у 1993 році тринадцятьма членами в Обервезелі, Німеччина; нині Конференція зросла до тридцяти двох членів. Пленарні засідання проводяться кожні три роки з регіональними зустрічами. 
CELC відкидає Спільну декларацію про доктрину виправдання 1999 року, підписану між Всесвітньою лютеранською федерацією та Католицькою церквою. 

## Історія
Після занепаду та розпуску Синодальної Конференції у 1950-х та 1960-х роках відновився інтерес до спілкування з іншими лютеранськими церковними організаціями. Преподобний Едгар Хенеке закликав до всесвітнього спілкування лютеранських церковних органів наприкінці 1960-х років.
Протягом багатьох років багато людей виступали за створення міжнародної лютеранської організації й зробили багато для того, щоб допомогти в її створенні. Однак, три людини мають найбільший вплив на створення нової міжнародної лютеранської організації: Президент Євангелічно-Лютеранської Фрайкірхе (ELFK) Герхард Вільде, Президент Євангелічно-Лютеранського Синоду (ELS) Джордж Орвік та професор Вілберт Гавриш з Вісконсинського Євангелічно-Лютеранського Синоду (WELS).
27-29 квітня 1993 року у м. Обервезель, Німеччина, відбулася зустріч представників лютеранських церков з Африки, Азії, Австралії, Європи та Північної Америки, на якій були сформовані Ради Євангелічних Церков Європи.
На сьогодні до складу ВРЄЛЦ входять тридцять чотири лютеранські церковні організації з усього світу

## Членство
Церковні органи визнають "канонічні книги Старого і Нового Заповіту як богонатхненне і незмінне Слово Боже і підкоряються цьому Слову Божому як єдиному непогрішному правилу й авторитету в усіх питаннях віровчення, віри й життя". Вони також приймають "Сповідання Євангелічно-Лютеранської Церкви, що міститься в Книзі Злагоди 1580 року, не тією мірою, в якій, а тому, що воно є правильним викладенням чистого віровчення Слова Божого".

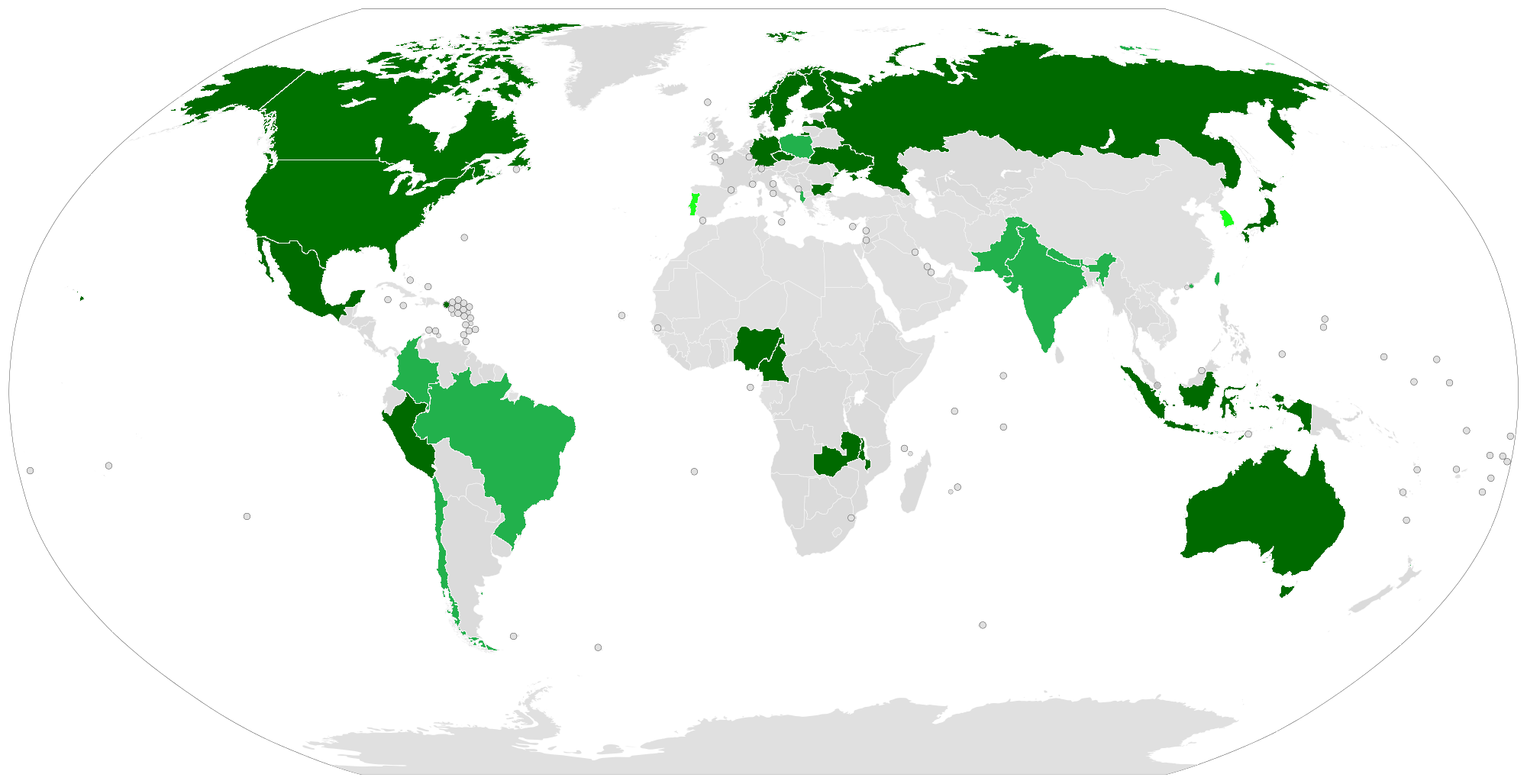
Темно-зелений — країни, які є дійсними членами CELC; Яскраво-зелений — країни, які є асоційованими членами CELC; Світло-зелений — країни, які є спостерігачами CELC

Церковні організації-члени відсортовані за країнами/регіонами в алфавітному порядку:  
- Албанія
  - Конфесійна Євангелічно-Лютеранська Церква Албанії
- Австралія
  - Євангелічно-Лютеранський Синод Австралії
- Болгарія
  - Болгарська лютеранська церква
- Камерун
  - Лютеранська церква Камеруну
- Канада
  - ВЕЛС-Канада (частина Вісконсинського Євангелічно-Лютеранського Синоду)
- Чилі
  - Християнська Церква Лютеранської Реформації Чилі
- Чехія
  - Чеська Євангелічно-Лютеранська Церква
- Східна Азія
  - Лютеранський Синод Східної Азії
- Ефіопія
  - Лютеранська Церква Ефіопії
- Фінляндія
  - Лютеранська конфесійна церква Фінляндії
  - Євангелічно-Лютеранська Конгрегація Святого Йоганна
- Німеччина
  - Євангелічно-Лютеранська Вільна Церква
- Гонконг
  - Південно-Азійська лютеранська євангелічна місія
- Індія
  - Християнське євангелічно-лютеранське служіння Індії
  - Лютеранська місія спасіння-Індія
- Індонезія
  - Лютеранські християни Індонезії
- Японія
  - Лютеранська євангельська християнська церква
- Кенія
  - Лютеранські конгрегації в місії Христа - Кенія
- Латвія
  - Конфесійна лютеранська церква Латвії
- Малаві
  - Лютеранська церква Центральної Африки
- Мексика
  - Конфесійна Євангелічно-Лютеранська Церква
- Нігерія
  - Лютеранська церква Христа Царя
  - Лютеранська церква Всіх Святих Нігерії
- Норвегія
  - Лютеранська конфесійна церква
- Перу
  - Євангелічно-Лютеранський Синод Перу
- Португалія
  - Лютеранська церква Португалії
- Пуерто-Рико
  - Євангелічно-Лютеранська Конфесійна Церква
- Росія
  - Євангельсько-лютеранська церква "Злагода"
- Південна Корея
  - Сеульська лютеранська церква
- Швеція
  - Лютеранська конфесійна церква
- Тайвань
  - Християнська лютеранська євангельська церква Тайваню
- Україна
  - Українська Лютеранська Церква
- Сполучені Штати Америки
  - Євангелічно-Лютеранський Синод
  - Вісконсинський Євангелічно-Лютеранський Синод
- Замбія
  - Лютеранська Церква Центральної Африки

## З'їзди
CELC проводить з'їзди раз на три роки в різних країнах світу. На цих з'їздах ЦЄЛЦ веде офіційну діяльність. На цих з'їздах присутні представники всіх синодів членів НЄЛЦ. З'їзди зосереджуються навколо головної доктринальної теми і включають поклоніння та есе на основі Святого Письма.
| - 1993 Тема: Святе Письмо Обервезель, Німеччина - 1996 Тема: Виправдання Кебраділлас, Пуерто-Рико - 1999 Тема: Святий Дух Вінтер Хейвен, Флорида, США - 2002 Тема: Христологія Гетеборг, Швеція - 2005 Тема: Останні речі Наріта, Японія |  | - 2008 Тема: Євангелізація Київ, Україна - 2011 Тема: Церква Нью-Ульм, штат Міннесота, США - 2014 Тема: Освячення Ліма, Перу - 2017 Тема: Реформація - тоді і зараз Грімма, Німеччина - 2021 Десятий Трирічний з'їзд Онлайн-конференція |